# Novembre 1946

## Évènements
- Élection d’un Congrès républicain ultraconservateur. Il votera une loi accordant une réduction fiscale de 3 % aux petits contribuables et de 45 à 60 % aux plus gros revenus malgré le veto de Truman. Il rejettera tous les programmes progressistes de Truman (Droits civique des Noirs, salaire minimum horaire, aide fédérale à l’éducation, à la santé, au logement, amélioration de la Sécurité sociale).
- La Suède devient le 54e membre des Nations unies.

- 1er novembre : 
  - les élections roumaines voient la victoire (71 %) du « bloc démocratique » dominé par le PC. Il prend les postes clés au gouvernement. L’opposition se plaint de fraudes et de violence, mais le roi accepte d’ouvrir le Parlement.
  - Le dirigeable non rigide XM-1 de l'US Navy bat le record du monde d'endurance sans l'assistance d'un ravitaillement en vol, en volant pendant 170 h.

- 3 novembre : 
  - le radical Gabriel González Videla est élu président du Chili (fin en 1952). Il bénéficie de l’appui des communistes et leur octroie trois ministères.
  - Constitution du Japon[1].

- 10 novembre :
  - France : élections législatives en France confirmant la domination de la Gauche et notamment du PCF qui arrive en tête (28,8 %). Le secrétaire général du PCF, Maurice Thorez, revendique la présidence du Conseil.
  - Suicide de Nguyễn Văn Thinh, président de la République autonome de Cochinchine, formée le 1er juin à l'initiative de l'amiral Thierry d'Argenlieu, haut-commissaire de France en Indochine.

- 11 novembre : premier vol du premier avion à réaction français : le SO.6000 Triton de la SNCASO sur la base d'Orléans-Bricy.

- 15 novembre : 
  - Les Britanniques se retirent d'Indonésie en novembre et persuadent les Hollandais et les républicains de signer l’accord de Linggarjati, qui reconnaît l’autorité de fait de la république à Java et Sumatra et prévoit la création d’une Indonésie fédérale avant le 1er janvier 1949 dans le cadre d’une « Union hollando-indonésienne ». Les intérêts économiques hollandais sont sauvegardés. Le projet d’accord, bien accueilli par les partis indonésiens, est signé aux Pays-Bas le 25 mars 1947 malgré la réticence des conservateurs et des catholiques. Il ne sera pas appliqué. Il s’ensuit plusieurs années de négociations et de guérilla avant que l’indépendance ne soit reconnue le 27 décembre 1949.
  - Publication d’un accord par lequel les Britanniques s’engagent à évacuer immédiatement l’Égypte et avant trois ans le canal de Suez. L’opinion publique refuse l’accord, qui est enterré avec la démission du gouvernement égyptien en décembre.

- 16 novembre : premier vol du bimoteur de transport civil suédois Saab 90 Scandia.

- 17 novembre : accord de Washington[2].La France reprend possession des territoires cédés à la Thaïlande en 1941.

- 19 novembre : l'Afghanistan devient membre de l'Organisation des Nations unies[3].

- 22 novembre : Georgi Dimitrov forme un gouvernement à majorité communiste en Bulgarie.

- 23 - 24 novembre : bombardement de Haïphong par la France en réponse à des attentats du Viêt-minh : près de 6000 morts.

- 24 novembre - 8 décembre, France : élections sénatoriales.

- 27 novembre, France : adoption du Plan Monnet.

- 28 novembre : chute du gouvernement du Président du Conseil Georges Bidault (1).

## Naissances
- 2 novembre : Louis Sankalé, évêque catholique français, évêque de Nice.
- 3 novembre : Hubert Mono Ndjana, écrivain camerounais († 17 novembre 2023).
- 4 novembre : Laura Welch Bush, Première dame américaine.
- 6 novembre : Sally Field, actrice américaine.
- 11 novembre : 
  - Lilian Gonçalves- Ho Kang You, avocate surinamaise.
  - Vladimir Solovyov, cosmonaute soviétique.
- 12 novembre : Peter Milliken, avocat et homme politique fédéral.
- 14 novembre : Sacheen Littlefeather, actrice américaine († 2 octobre 2022).
- 17 novembre : Petra Burka, patineuse artistique.
- 20 novembre : Duane Allman, cofondateur et guitariste du groupe The Allman Brothers Band, remarqué pour sa maîtrise de la technique de guitare slide.
- 22 novembre : Aston Barrett, bassiste de reggae jamaïcain († 3 février 2024).
- 23 novembre : Élisabeth Wiener, actrice, chanteuse, auteur-compositeur-interprète française.
- 24 novembre : Jane Stanton Hitchcock, écrivaine américaine († 23 juin 2025).
- 25 novembre : Atiku Abubakar, homme politique nigérian.
- 27 novembre : Roland Minnerath, évêque catholique français, archevêque émérite de Dijon.
- 28 novembre : 
  - Joe Dante, réalisateur américain.
  - Sabine Glaser, actrice franco-allemande.
- 30 novembre : Yechezkel Chazom, joueur de football israélien († 21 mars 2023).

## Décès
- 10 novembre : Nguyễn Văn Thinh, homme politique vietnamien, premier président de la République autonome de Cochinchine. (né en 1888)
- 14 novembre : Manuel de Falla, compositeur espagnol.